# Hiperprosèxia
La hiperprosèxia és un terme mèdic que es refereix a un trastorn de l'atenció en la qual el subjecte es concentra excessivament en un esdeveniment, a tal punt que es veu incapacitat o exclou tot altre estímul. Sol ser característica en els deliris, en els estats ansiosos, maníacs i depressius i en la hipocondria. De vegades s'aconsegueix per ensinistrament. A la hiperprosèxia es dona un canvi continu en la focalització de l'atenció. Sol anar associat amb un constant canvi en el curs del pensament que juntament amb la taquipsíquia i el mecanisme d'associació d'idees constitueix la fuga d'idees. És característic de les persones amb episodis o trastorns maníacs.